# 张弯水库
张弯水库是中国宁夏回族自治区中卫市海原县境内的一座水库，位于清水河上，建于1974年。水库正常库容为1400万立方米，集雨面积为926平方千米，海拔为1840.4米。